# Хуан Санчес Котан
Котан, тобто Хуан Санчес Котан (ісп. Juan Sánchez Cotán, 25 червня 1560, Оргас — 8 вересня 1627, Гранада) — іспанський художник-чернець доби бароко. Малював релігійні картини, натюрморти.

## Біографія
Хуан Санчес народився в місті Оргас, що біля Толедо, старої столиці Іспанії. Хто був першим вчителем — невідомо. Він приятелював з художником Влас де Прадо, тому цього майстра XVI ст. зазвичай і називають вчителем Котана. Влас де Прадо, представник маньєризму в Іспанії, теж майстерно малював натюрморти, чим міг зачепити і молодого на той час Котана.
Але Котана приваблював релігійний живопис. Приблизно двадцять років він перебуває в Толедо, як художник, якого добре знають аристократи міста і для яких він малює релігійні образи, портрети і натюрморти. Людина побожна, Котан закрив свою майстерню в Толедо на початку XVII століття і припинив своє цивільне існування. 10 серпня 1603 року він став ченцем картезіанського монастиря Санта Марія де ел Пілар. Але і ченцем він не припиняє працювати релігійним художником. З 1612 року він відісланий до Гранади. До цього періоду відносяться картини Котана з Святим Бруно, що переслідував ченців — протестантів.
Котан помер у 1627 році в Гранаді.

## Загальна характеристика творчості
Котан жив в перехідну епоху і його твори відбили цю проблематику. У релігійних картинах художник несміливий і слухняний послідовник іспанських маньєристів. Його фігури намальовані з уяві чи з чужих зразків, досить ідеалізовані і привабливо солодкаві. Сміливішим Котан ставав, коли малював середовище, тло релігійних образів. Це гірські пейзажі з водоспадами, келіями ченців, деревами, іноді куточками інтер'єрів. У релігійних картинах Котан компромісно поєднував фігури з усіма ознаками маньєризму і реалістичні краєвиди. Але гармонійного поєднання різнородних елементів так і не знайшов. Досить вдалим був образ Апостолів Петра і Павла, але це запозичена, досить традиційна композиція з традиційно величними фігурами святих.

## Релігійні картини Котана

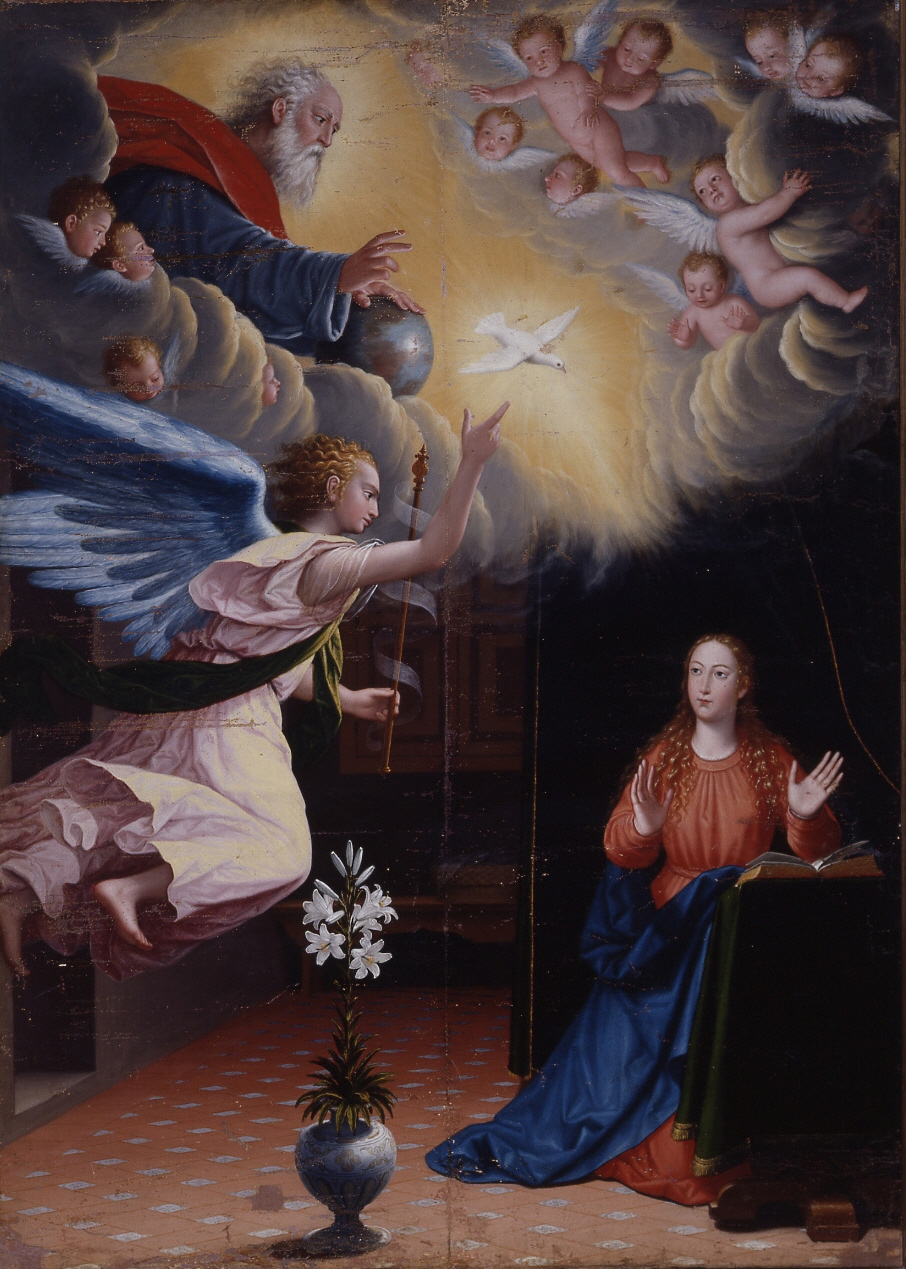
«Благовіщення»
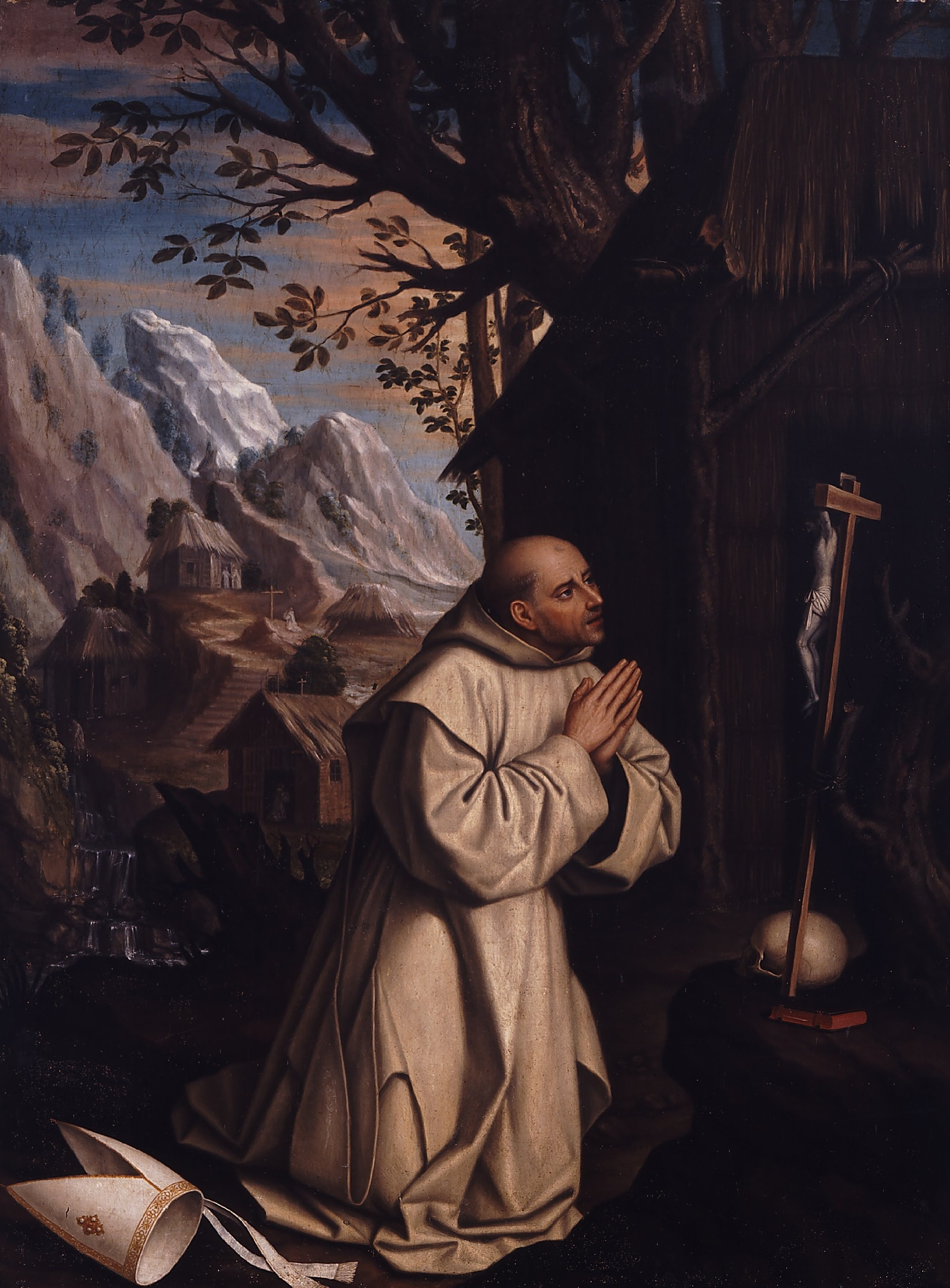
«Святий Бруно»
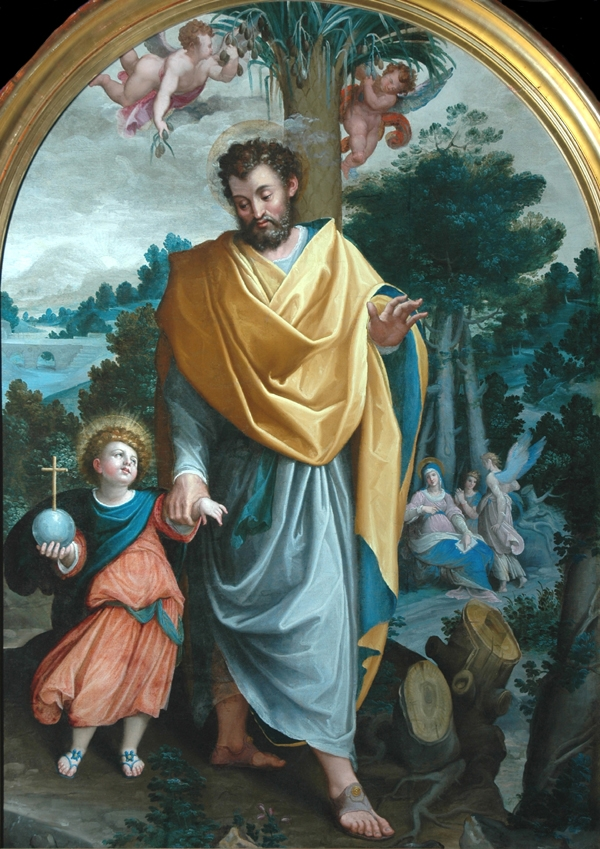
«Св. Йосип з Христом дитиною»
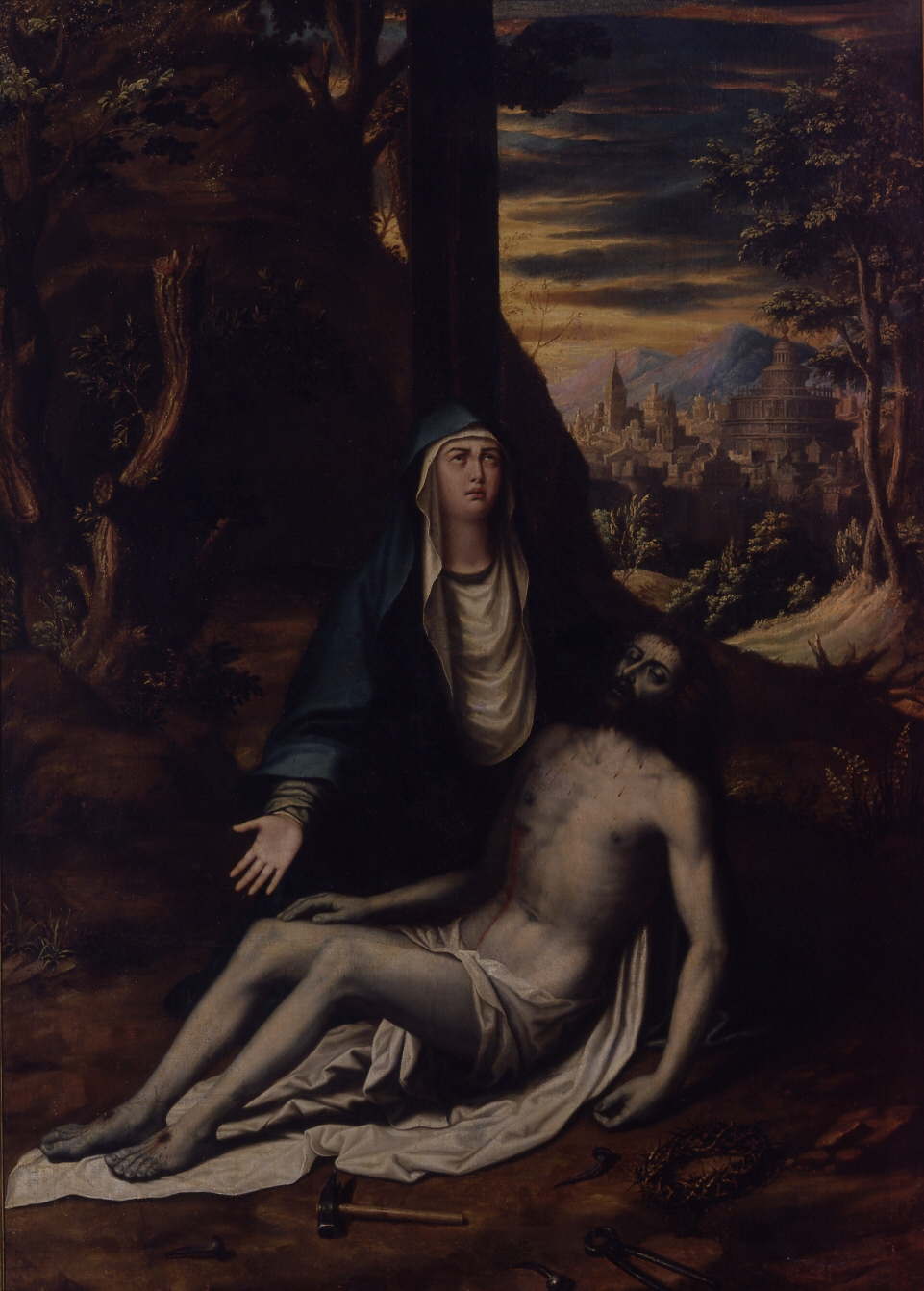
«Оплакування Христа»
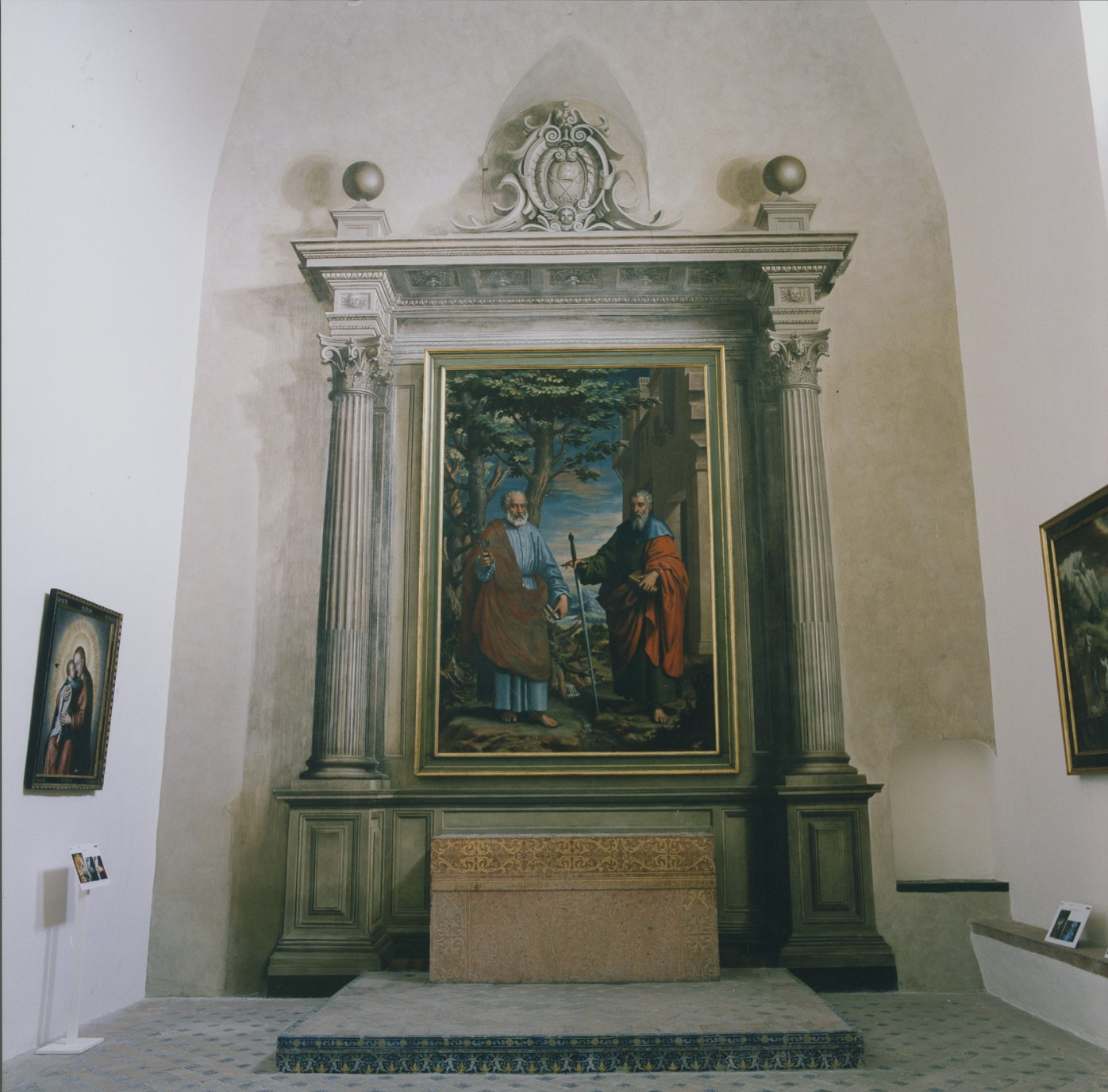
Апостоли Петро і Павло. Гранада, монастир картезіанців

## Натюрморти Котана
Надзвичайно сміливим і оригінальним ставав Котан в непрестижних натюрмортах. Вони посіли особливе місце в мистецтві Іспанії взагалі, де вдосталь великих досягнень. Усі на темному тлі, в межах умовного вікна, урочисті, як портрети гордих і стриманих ідальго. Але це не погіршує гармонійного ладу картин. Навпаки, умовне вікно посилювало виразність його композицій, то прямокутних і замкнутих, то діагональних і підкреслено аскетичних.
У натюрмортах нема ніяких аристократичних речей — книг, глобусів, дорогих тканин,кришталю чи срібного посуду. І цим натюрморти Котана сильно відрізняються від натюрмортів голландців, фламандців, французів. Усі речі побутові й доступні хоч лицарю зі столиці, хоч селянину з Кастилії чи Арагону.
Сильно висвітлені фрукти і городина́ зібрали всі скарби його палітри, показали усю красу божого творіння. Неодружений чернець Котан милувався фруктами і городиною, як люблячий батько — рідними дітьми.

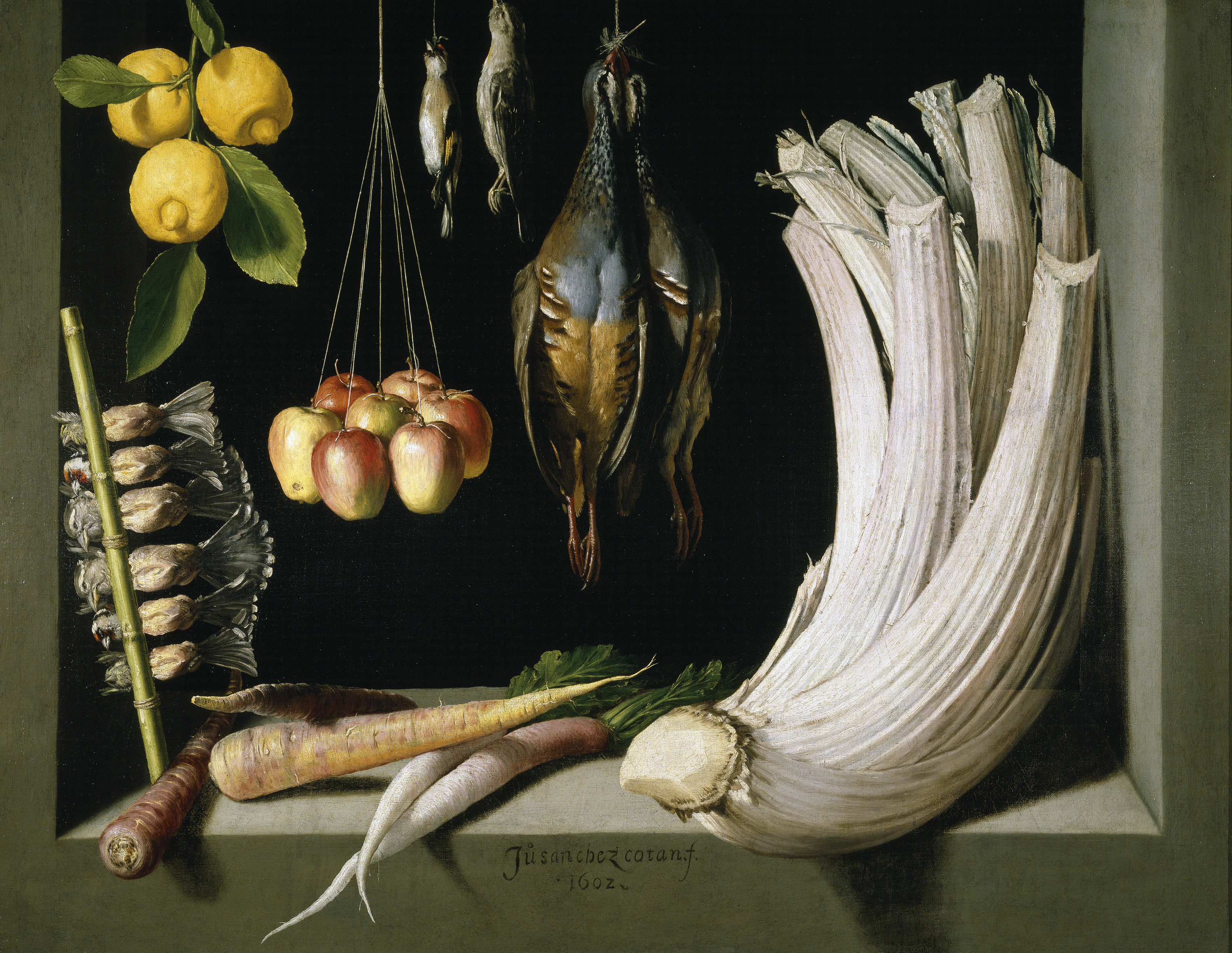
«Натюрморт з дичиною, овочами і фруктами», 1602, Музей Прадо, Мадрид
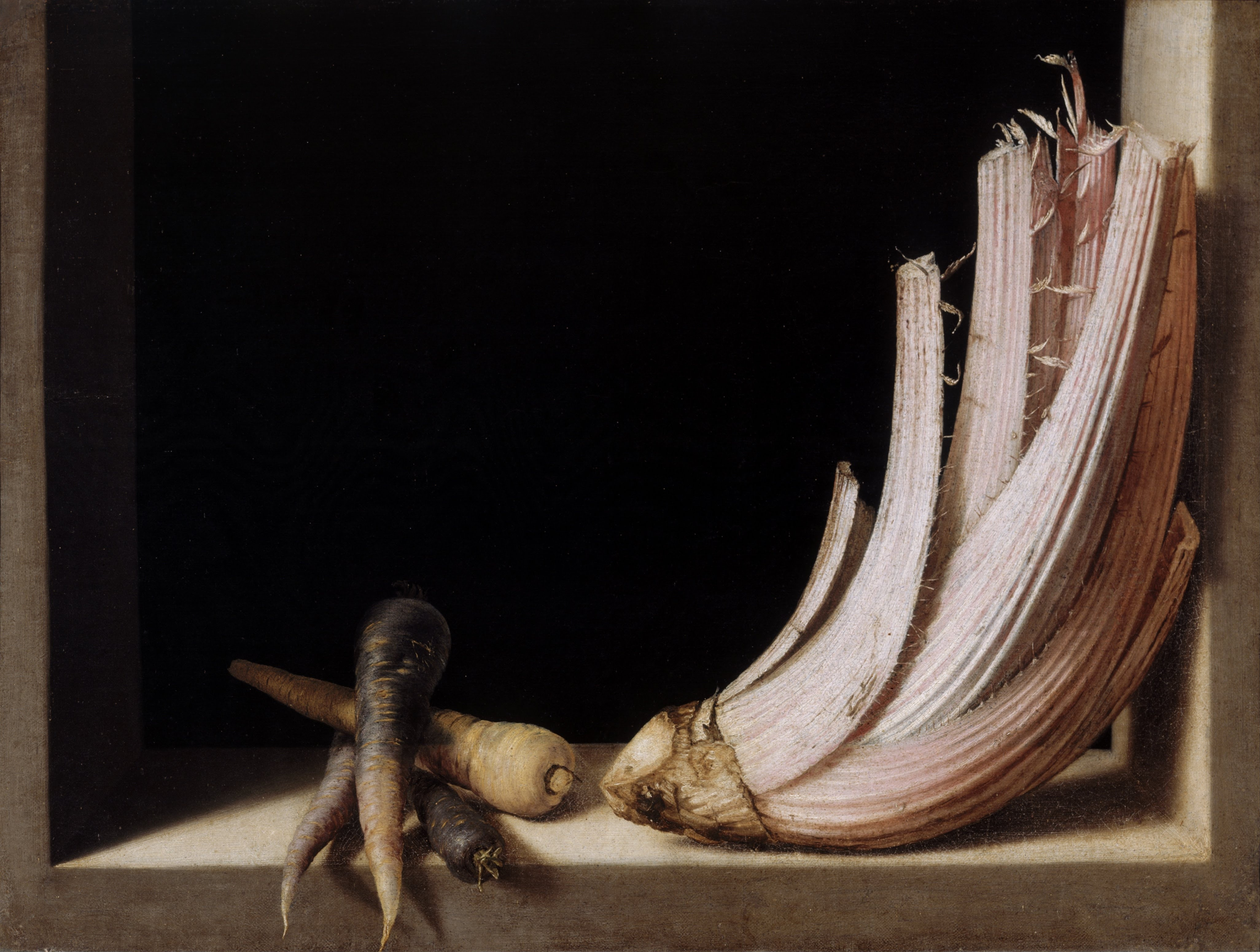
Натюрморт. Музей красних мистецтв, Гранада
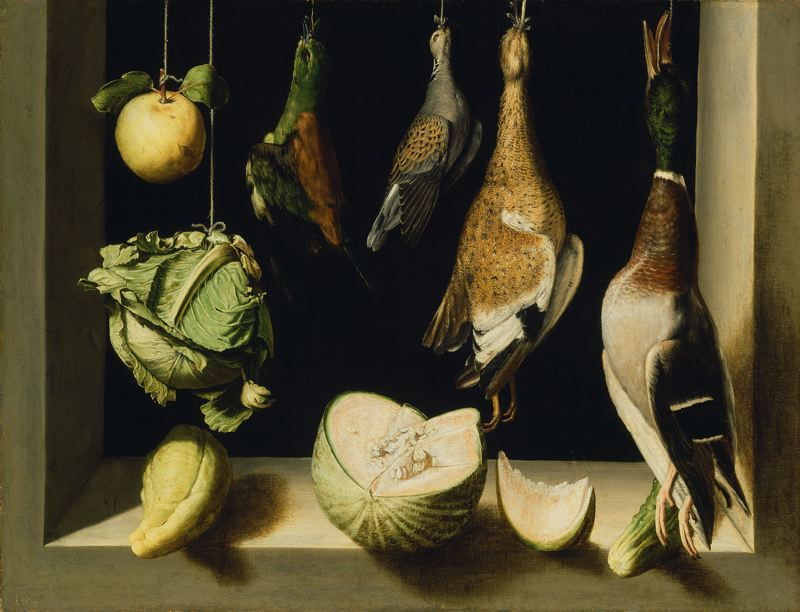
Натюрморт. Художній інститут Чикаго
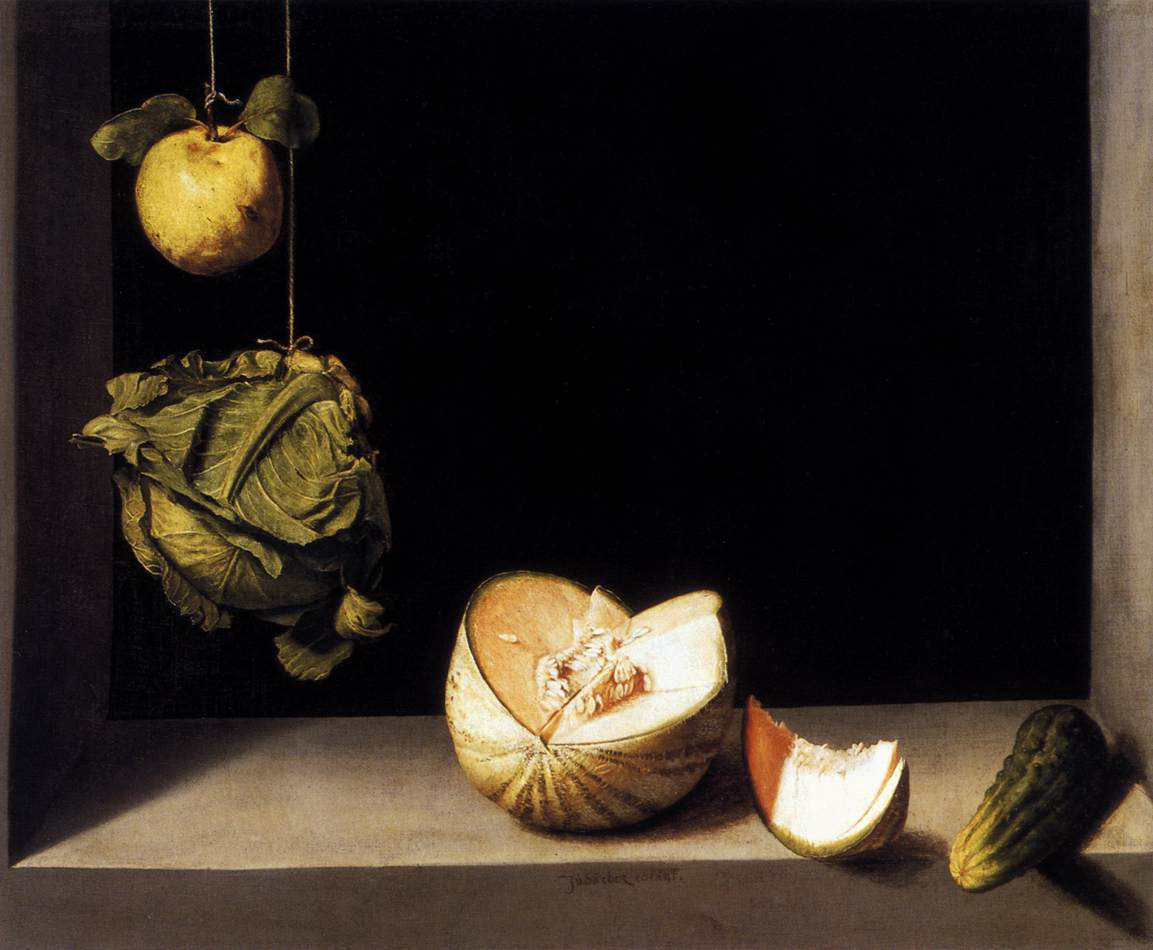
Натюрморт з овочами, Сан-Дієго
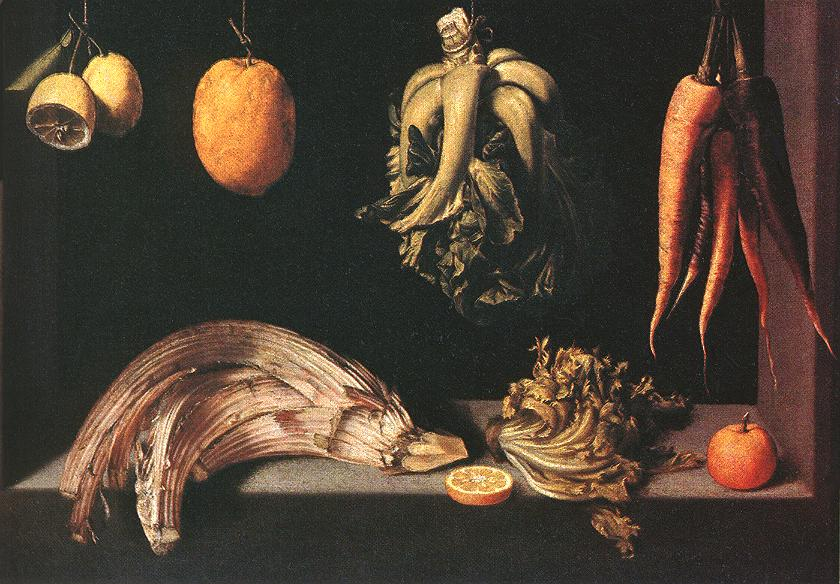
Натюрморт, приватна збірка, Мадрид